# Kishind
Kishind (más néven Felsőhind, szlovákul Malé Chyndice) község Szlovákiában, a Nyitrai kerületben, a Nyitrai járásban.

## Fekvése
Nyitrától 18 km-re keletre, Verebélytől északra fekszik.

## Története
1264-ben "Hind" alakban említik először, mint királyi halászok települését. 1287-ben "Hymud" alakban említik. A 14. századtól Gímes várának tartozéka. 1411-ben már biztosan önálló falu, ekkor "Kyshind" alakban említi oklevél. 1545-ben halastó volt a községben, mely Kishindi Hieromin tulajdonában állt. 1570-ben 8 háza és 22 fejadófizető férfi lakta. 1584-ben kirabolta a falut a török, amely ekkor elnéptelenedett. 1648-ban "Dutka" szőlőhegyét említik. 1664-ben Nyitra náhijébe tartozott és a török adóösszeírás szerint 23 háztartásában 30 fejadófizető személy lakott. 1751-ben kuriális község 45 adózó és 19 kiváltságos családdal. A 17. és 19. század között főbb birtokosai a Bujník, Dezsericzky és Sándor családok voltak. Lakói főként mezőgazdasággal foglalkoztak. 1828-ban 70 házában 491 lakos élt.
Vályi András szerint "Nagy, és Kis Hind. Két tót faluk Bars Várm. földes Urai Berthóld, és több Urak, lakosaik katolikusok, fekszenek Verebélyhez fél mértföldnyire, szőleji vagynak, földgyeik, réttyeik meglehetősek."
Fényes Elek így ír a községről: "Hind (Nagy és Kis), két egymás mellett lévő magyar falu, Nyitra vmegyében, a Zsitva vize mellett: az első 284 kath., lak., kath. paroch. templommal; a második 451 kath., 80 zsidó lak. – Határuk róna s bő termékenységü; széna, nád elég. F. u. többen. Ut. p. Verebély."
A trianoni békeszerződésig Nyitra vármegye Nyitrai járásához tartozott. 1992-ben Kishind és Nagyhind szétvált.

## Népessége
| Év:            | 1994. | 2004.   | 2014.   | 2024.   |
| -------------- | ----- | ------- | ------- | ------- |
| Emberek száma: | 401   | 392     | 391     | 389     |
| Eltérés:       |       | -2,24 % | -0,25 % | -0,51 % |

| Év:            | 2023. | 2024.   |
| -------------- | ----- | ------- |
| Emberek száma: | 378   | 389     |
| Eltérés:       |       | +2,91 % |

1850-ben 359 lakosa volt.
1880-ban 429 lakosából 77 magyar, 308 szlovák anyanyelvű és 10 csecsemő volt. Ebből 394 római katolikus és 32 izraelita vallású volt.
1890-ben 422 lakosából 66 magyar és 334 szlovák anyanyelvű volt.
1900-ban 410 lakosából 83 magyar és 302 szlovák anyanyelvű volt.
1910-ben 393 lakosából 308 szlovák, 75 magyar és 10 német anyanyelvű volt. Ebből 370 római katolikus és 23 izraelita vallású volt.
1921-ben 444 lakosából 360 (81,1%) csehszlovák, 60 (13,5%) magyar, 10 zsidó és 8 német volt. Ebből 420 római katolikus, 22 izraelita és 2 evangélikus vallású volt.
1930-ban 533 lakosából 49 magyar és 471 csehszlovák volt.
2001-ben 383 lakosából 370 szlovák és 1 magyar volt.
2011-ben 380 lakosából 371 szlovák, 2 magyar, 2 cseh, 1 német és 4 ismeretlen nemzetiségű.
2021-ben 386 lakosából 364 szlovák, 1 magyar, 6 egyéb és 15 ismeretlen nemzetiségű volt.

## Neves személyek
- Itt született Vincze Károly (1844-1923) esperes, plébános, kanonok.

## Nevezetességei

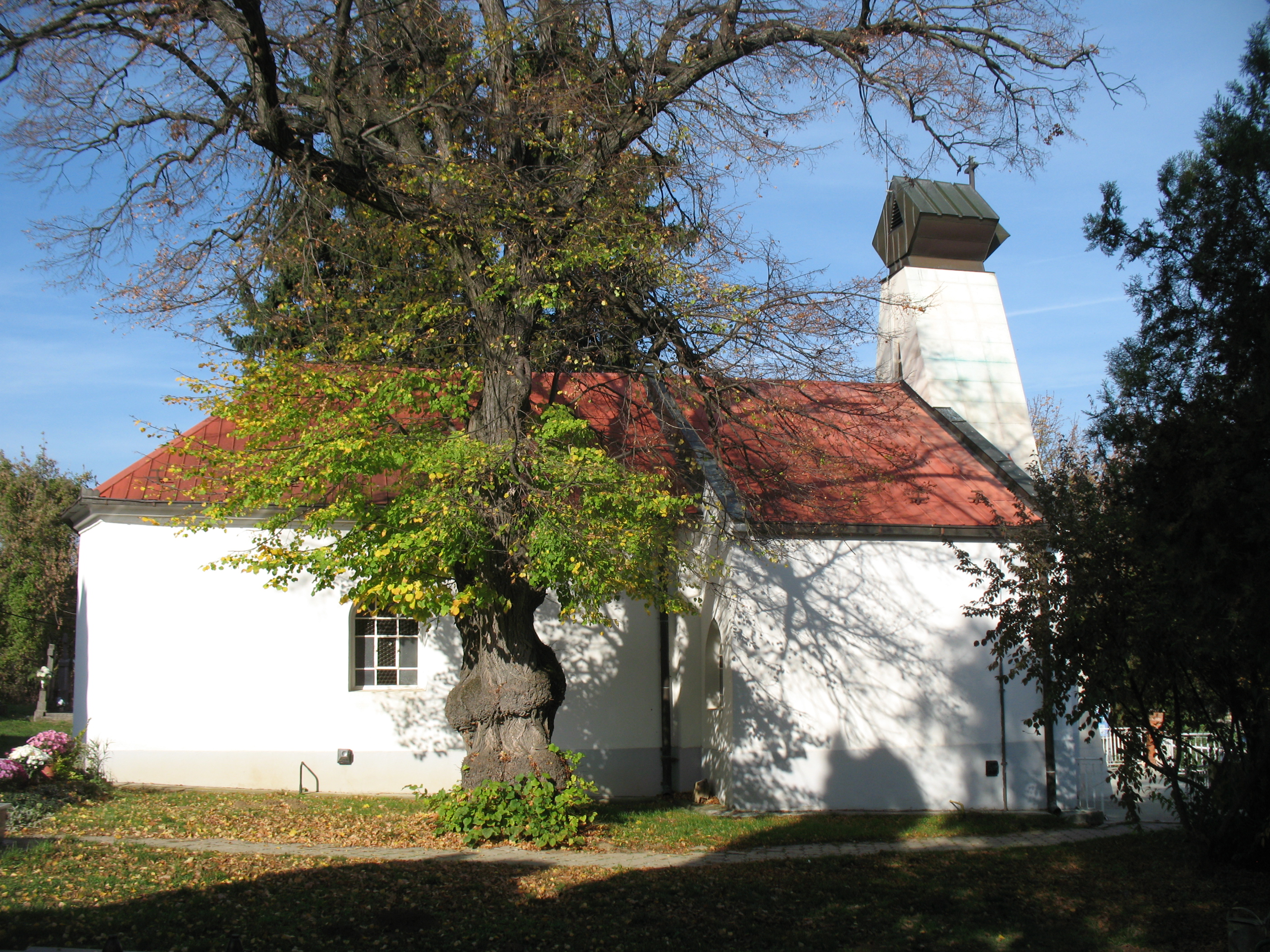
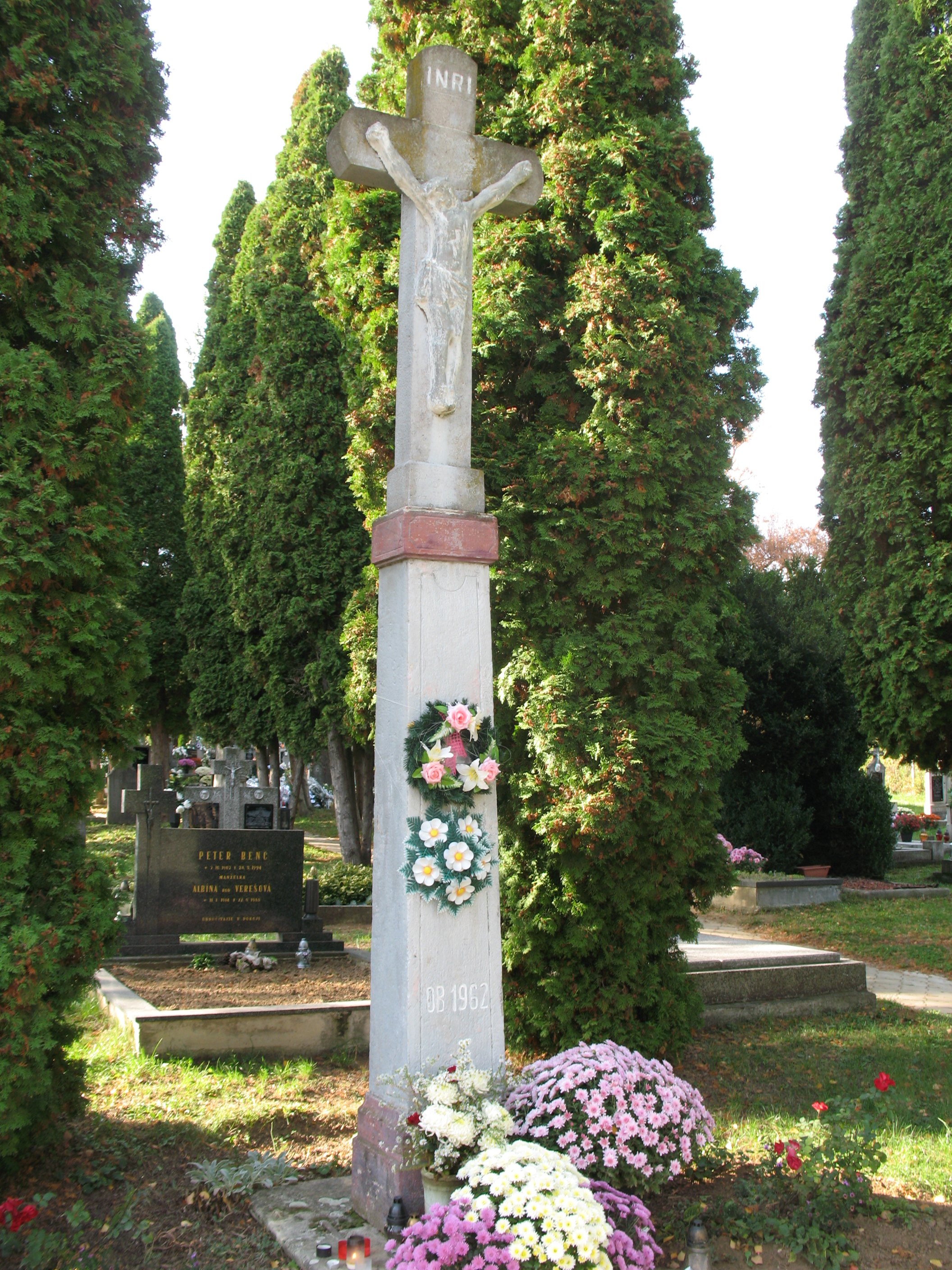
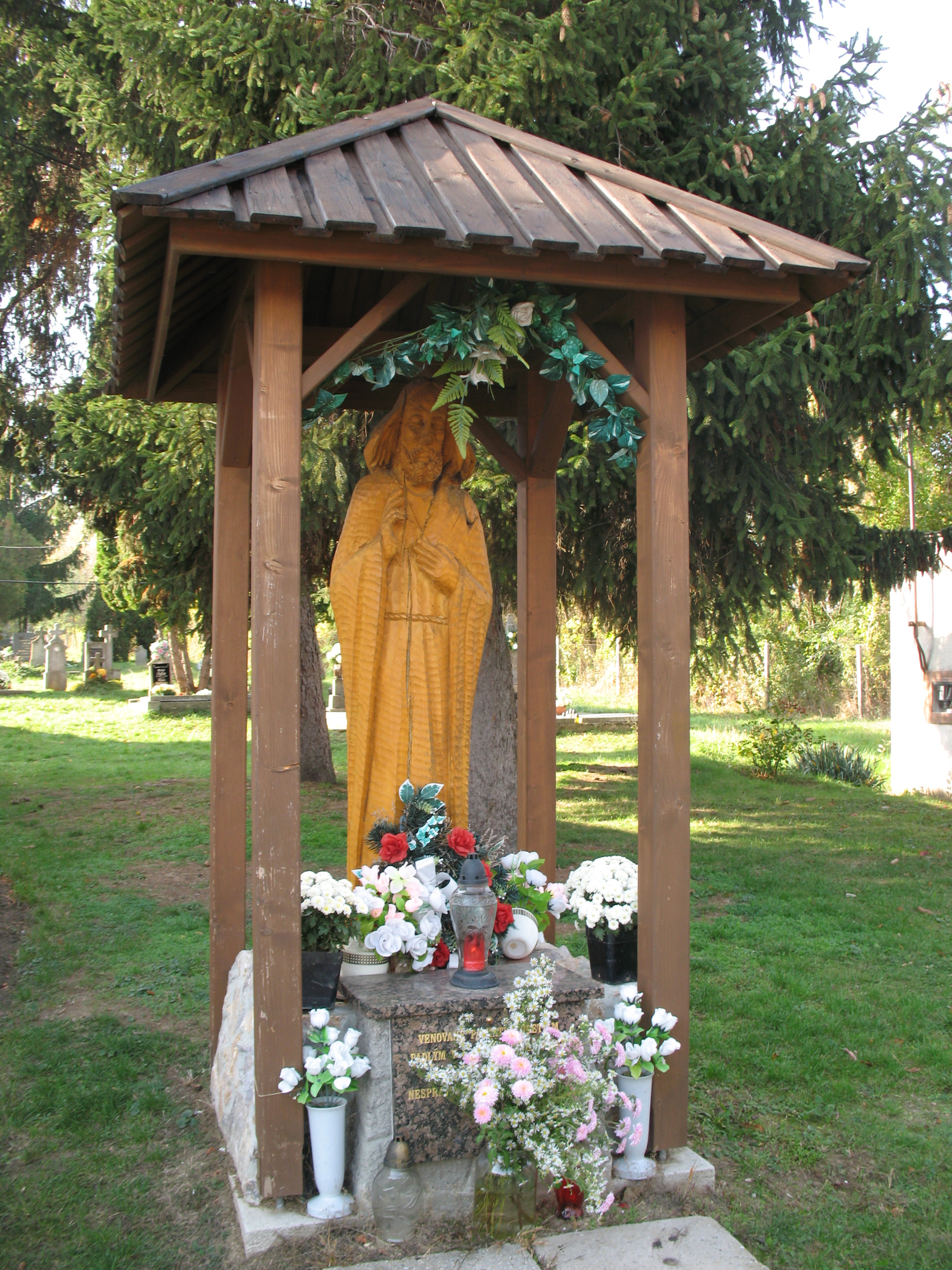
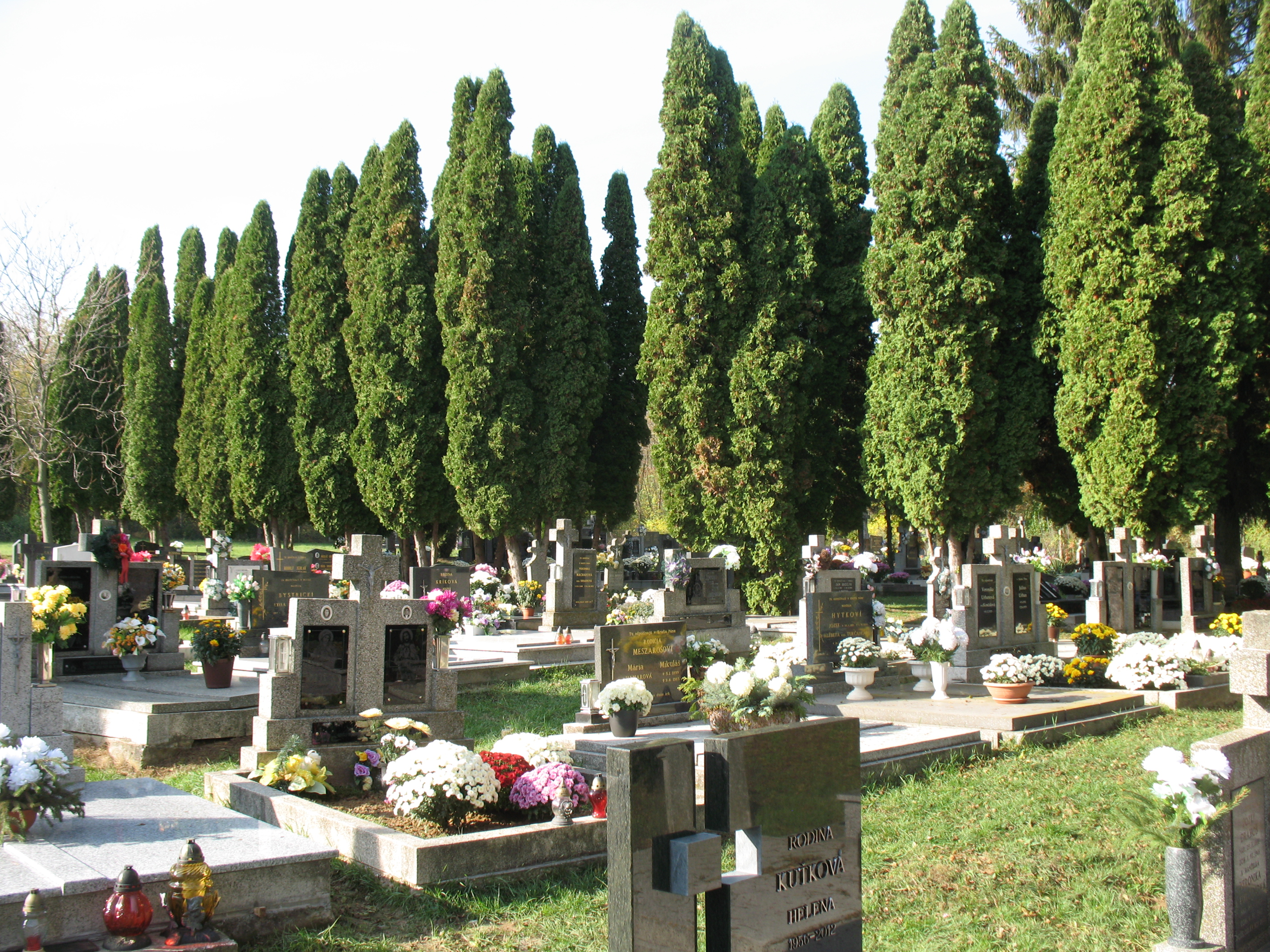
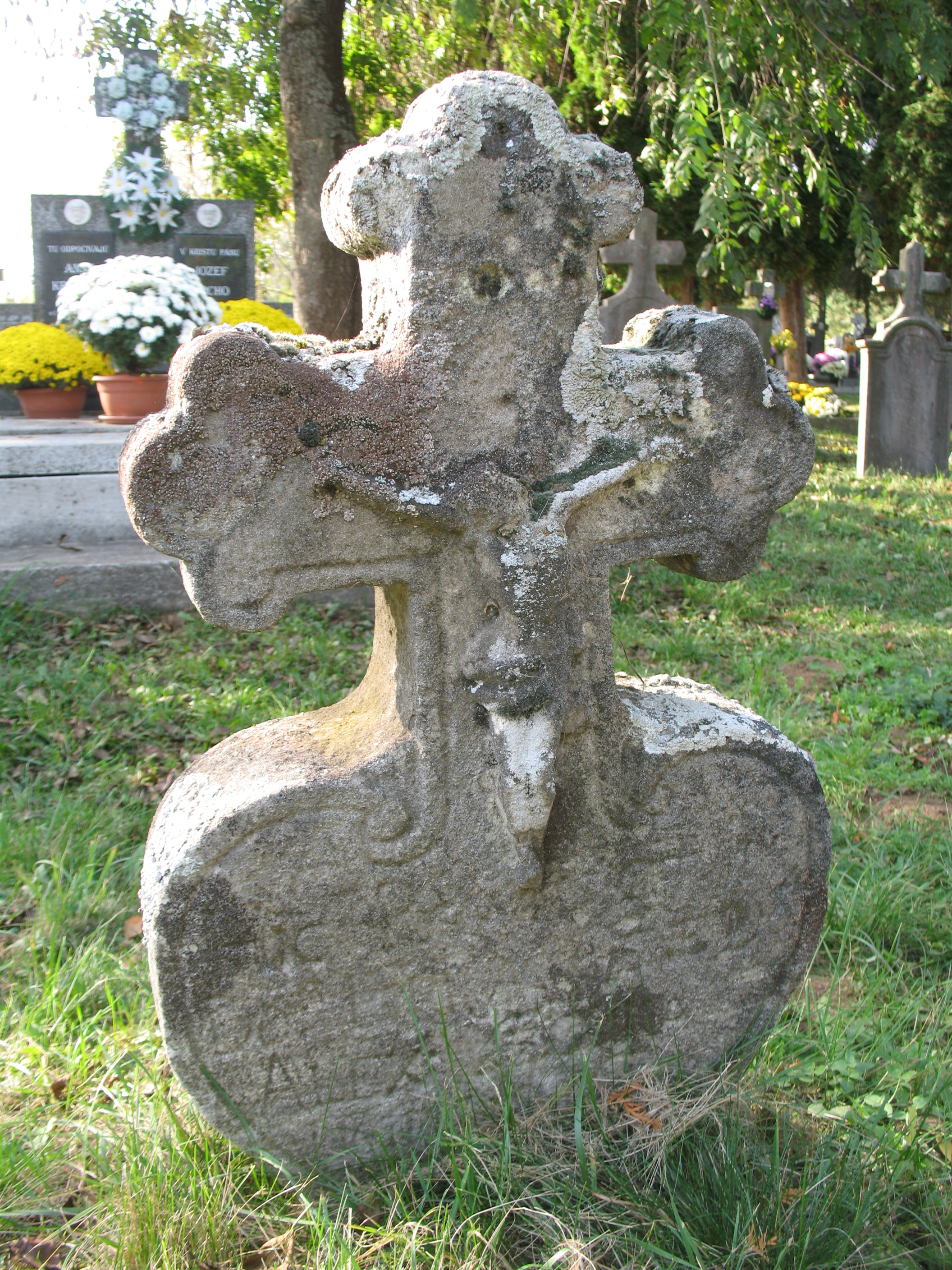
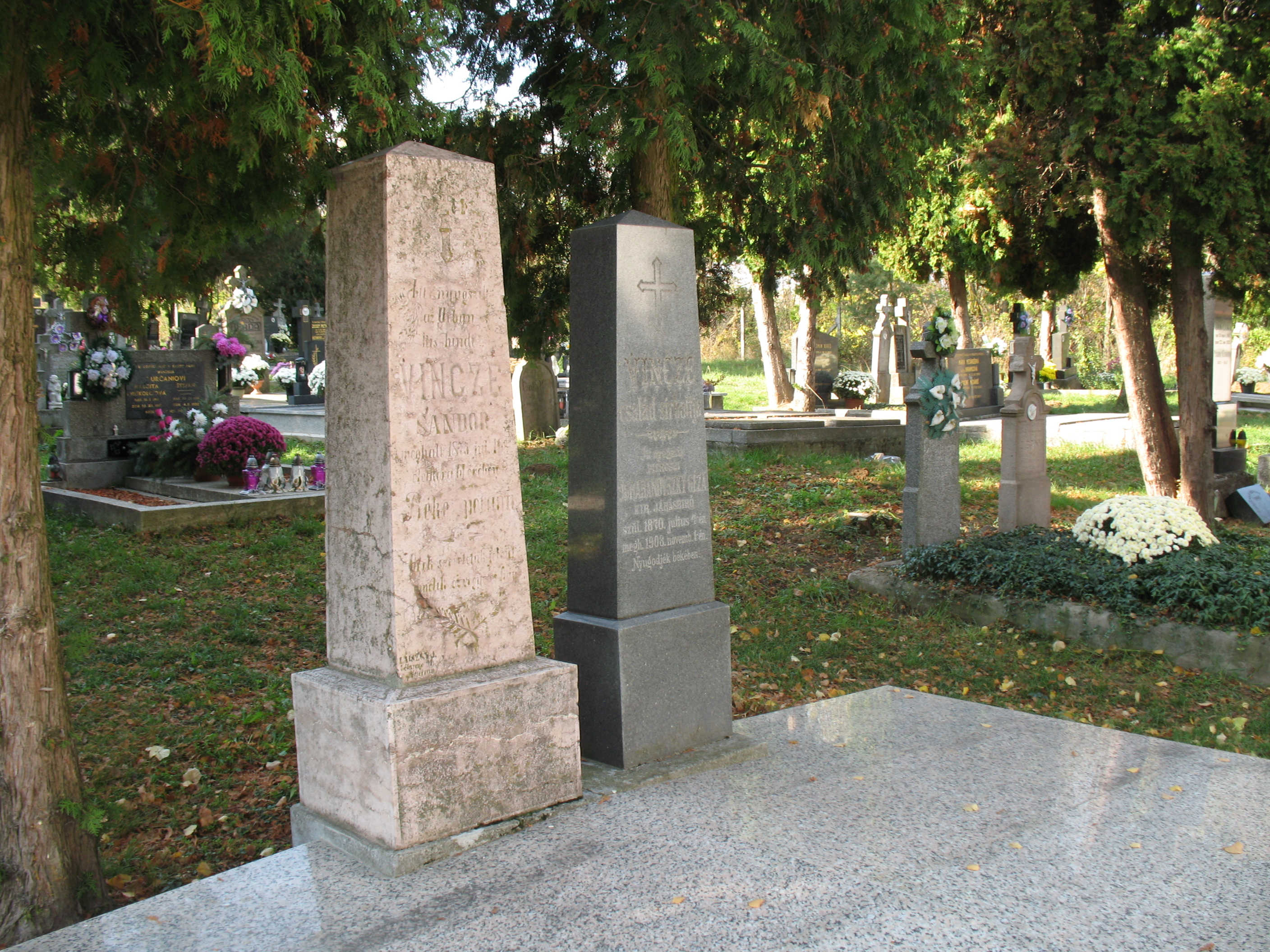
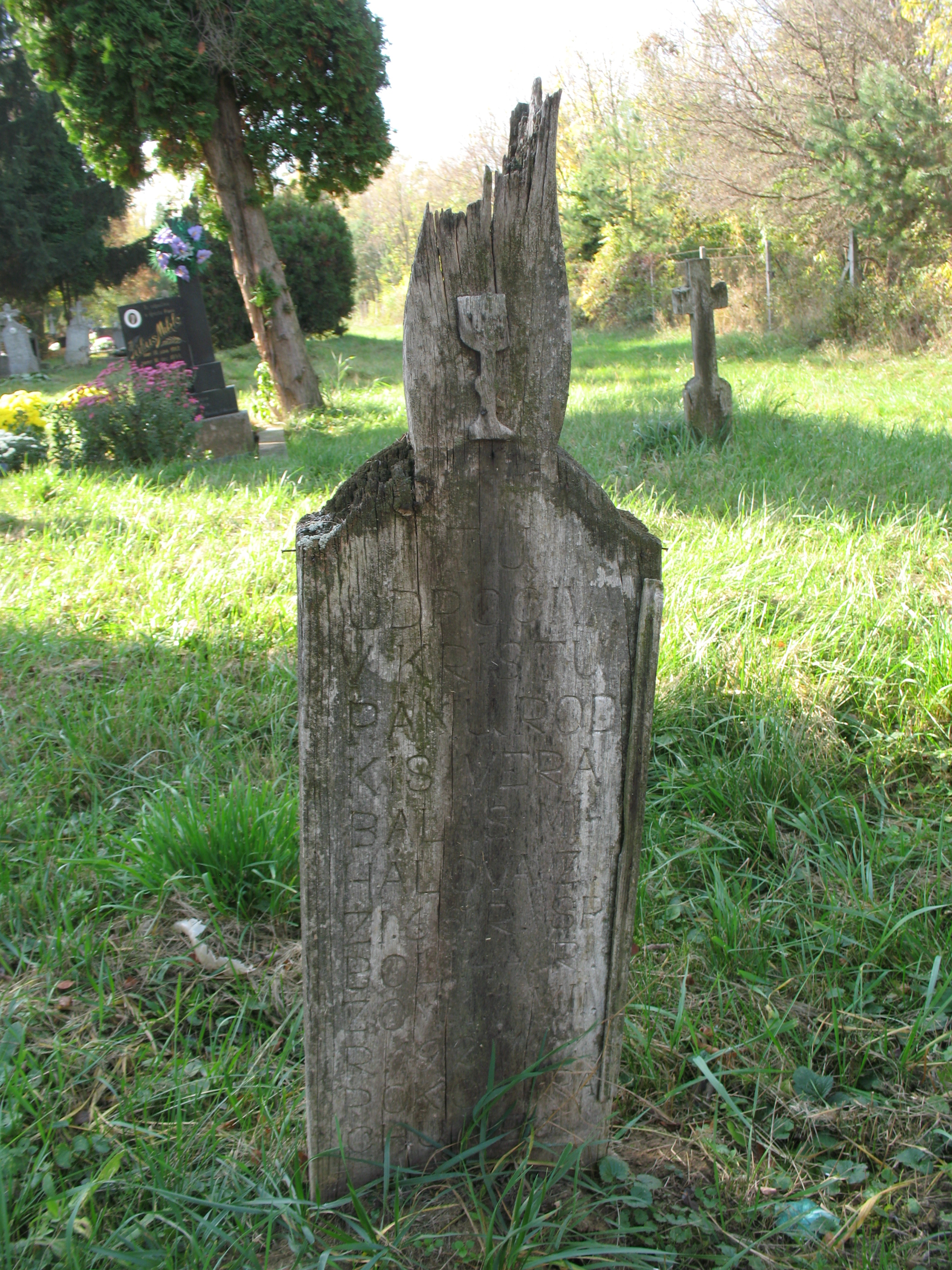

- Szent István király tiszteletére szentelt római katolikus temploma a 18. század végén épült későbarokk stílusban. Főoltára a 18. század elején készült, későbarokk stílusú. 1994-ben a templomot bővítették és restaurálták.

## Külső hivatkozások
- Községinfó
- Kishind Szlovákia térképén
- Travelatlas.sk
- E-obce.sk Archiválva 2008. szeptember 20-i dátummal a Wayback Machine-ben